# Mundulea
Mundulea (A. P. de Candolle) Bentham – rodzaj roślin z rodziny bobowatych (Fabaceae). Według The Plant List obejmuje co najmniej 13 gatunków. 

## Systematyka
Pozycja według APweb (aktualizowany system APG III z 2009)
Jeden z rodzajów plemienia Millettieae z podrodziny bobowatych właściwych (Faboideae) z rodziny bobowatych (Fabaceae) należącej do rzędu bobowców (Fabales) reprezentującego dwuliścienne właściwe.
Wykaz gatunków
| - Mundulea anceps "R.Vig., p.p." - Mundulea ankazobeensis Du Puy & Labat - Mundulea antanossarum Baill. - Mundulea barclayi (Hook.) Du Puy - Mundulea chapelieri (Baill.) Du Puy & Labat - Mundulea laxiflora Baker - Mundulea menabeensis R.Vig. | - Mundulea micrantha R.Vig. - Mundulea obovata Du Puy & Labat - Mundulea pondoensis Codd - Mundulea sericea (Willd.) A.Chev. - Mundulea stenophylla R.Vig. - Mundulea viridis "R.Vig., p.p.A" |